# Elementary
Elementary és una sèrie de televisió estatunidenca de 2012 que va presentar una actualització contemporània del personatge de Sherlock Holmes de Sir Arthur Conan Doyle. Va ser creada per Robert Doherty i protagonitzada per Jonny Lee Miller com Sherlock Holmes i Lucy Liu com la Dra. Joan Watson. La sèrie es va estrenar a la CBS el 27 de setembre de 2012. Va ser ambientada i filmada principalment a la ciutat de Nova York. Amb 24 episodis per temporada, al final de la segona temporada, Jonny Lee Miller es va convertir en l'actor que havia interpretat Sherlock Holmes en més episodis de la televisió o al cinema. Abans de l'estrena de la sèrie, aquesta va rebre algunes crítiques, ja que l'adaptació moderna de la BBC Sherlock s'havia estrenat només dos anys enrere. La setena i última temporada es va estrenar el 23 de maig de 2019 i va concloure el 15 d'agost de 2019.

## Repartiment
| - Jonny Lee Miller com a Sherlock Holmes - Lucy Liu com a Dra. Joan Watson - Aidan Quinn com a Inspector Thomas Gregson - Jon Michael Hill com a Detectiu/Capità Marcus Bell - Rhys Ifans com a Mycroft Holmes - Natalie Dormer com a Irene Adler / Jamie Moriarty - Sean Pertwee com a Gareth Lestrade - Candis Cayne com a Ms. Hudson - Vinnie Jones com a Sebastian Moran - Freda Foh Shen com a Mary Watson - John Noble com a Morland Holmes | - Nelsan Ellis com a Shinwell Johnson - Desmond Harrington com a Michael Rowan - James Frain com a Odin Reichenbach - Ophelia Lovibond com a Kitty Winter - Ato Essandoh com a Alfredo Llamosa - Betty Gilpin com a Fiona "Mittens" Helbron - Jordan Gelber com a Dr. Eugene Hawes - David Mogentale com a Charles Augustus Milverton - Tim McMullan com a DCI Hopkins - Stuart Townsend com a Del Gruner - Adelbert Gruner - Simon Templeman com a Ronald Adair |